# Samara Vieira
Samara da Silva Vieira (født 7. oktober 1991 i Natal, Brasilien) er en kvindelig brasiliansk håndboldspiller som spiller for SCM Râmnicu Vâlcea og Brasiliens kvindehåndboldlandshold.